# بيرناردينو لوبيز دي كارفاغال
بيرناردينو لوبيز دي كارفاغال (بالإسبانية: Bernardino López de Carvajal y Sande)‏ هو دبلوماسي إسباني، ولد في 8 سبتمبر 1456 في بلاسينثيا في إسبانيا، وتوفي في 16 ديسمبر 1523 في روما في إيطاليا.